# Czarno-Czarni
Czarno-Czarni – polska grupa swingowo-rockowa, której członkowie wywodzą się z zespołów Big Cyc i Bielizna.

## Historia
Pomysł założenia Czarno-Czarnych narodził się w 1996 roku podczas nagrywania przez grupę Big Cyc utworu pt. Pasażer. Piosenkę tę gościnnie zaśpiewał Jarek Janiszewski z zespołu Bielizna. Wtedy Dżej Dżej, Dżery i Piękny Roman stwierdzili, że z Janiszewskim dobrze im się pracuje i postanowili założyć zespół, który swym brzmieniem powróci do lat 60. XX w. Sukces płyty Big Cyca Z gitarą wśród zwierząt sprawił jednak, że plany te trzeba było odłożyć na później.
Pierwszy koncert Czarno-Czarnych odbył się w Ostrowie Wielkopolskim, a debiutancka płyta ukazała się  w 1998 r.

Nagrano ją przy użyciu starych bułgarskich wzmacniaczy, enerdowskich gitar i radzieckich organów, a samą perkusję przy pomocy tylko trzech mikrofonów.

{{Cytat}} Linki zewnętrzne: "źródło".
Płyta przyniosła przeboje „Nogi”i „Trąbo -twist” i osiągnęła status platynowej (150 tysięcy sprzedanych egzemplarzy). 6 lipca 2000 roku Czarno-Czarni wydali drugą płytę, Niewidzialni, z hitami „Śpiąca Jola” oraz „Jedzą rybę” (coverem zespołu Christie „Yellow River”). We wrześniu 2002 ukazał się kolejny album, Jasna strona księżyca. 
Pod koniec maja 2003 Czarni wystąpili na festiwalu w Opolu, gdzie w koncercie „Przeboje 40-lecia” wykonali wiązankę starych przebojów zwieńczoną utworem Nogi. W tym samym czasie grupa nagrała piosenkę Nie choruj, która była motywem przewodnim, emitowanego przez Polsat, serialu komediowego Daleko od noszy. W latach 2002–2004 Czarno-Czarni, oprócz występów w Polsce, koncertowali w Nowym Jorku, Chicago, Londynie i Brukseli.
29 listopada 2004 r. zespół wydał płytę Sułtani swingu, zawierającą swingowe wersje klasycznych polskich przebojów z lat 30., 40. i 50. XX w. (m.in.: „W małym kinie”, „Kasztany”, „Pamiętasz była jesień”). 
Po kilku latach przerwy, w 2009 roku ukazał się album Nudny świat. Na krążku pojawiły się m.in. muzyczne duety z Anią Rusowicz („Kwiat nienawiści”) i Urszulą („Pierwszy wiersz”). Znalazła się tutaj również, znana z serialu Daleko od noszy, piosenka „Nie choruj”. 
Piosenki Czarno-Czarnych pojawiły się w filmach pełnometrażowych. „Wydłubany miś” w Śniadaniu do łóżka (2010) oraz „Nogi” w Królu życia (2015).
W 2013 zespół nagrał płytę The Power of Dance Floor wspólnie z pochodzącą z Nashville wokalistką Holly Shepherd. W tym samym roku grupa koncertowała w Stanach Zjednoczonych: w Nashville oraz na festiwalu Taste of Polonia w Chicago.
Rok 2014 zaowocował wydawnictwem Najlepsze piosenki, będące zbiorem najbardziej znanych przebojów Czarno-Czarnych. Jedynym premierowym utworem był „Los Brazos de Camaredo” nagrany wspólnie z Giulią Tellarini, hiszpańską wokalistką znaną ze ścieżki dźwiękowej do filmu Woody Allena Vicky Cristina Barcelona.
W 2017 roku zespół wydał płytę Francuska miłość. Album to powrót do brzmień lat 60. przyprawionych surową energią spod znaku vintage. Tradycyjnie absurdalne i intrygujące teksty napisał Jarek Janiszewski. Po raz pierwszy w muzyce Czarno-Czarnych pojawiły się instrumenty dęte. Do piosenki „Ja kocham jesień” jeden ze swych ostatnich teledysków nakręcił, zmarły w 2017 roku, Yach Paszkiewicz.
W piosenkach Czarno-Czarnych dużą rolę odgrywają teksty Janiszewskiego oparte na specyficznym komizmie słownym i pastiszu.

## Dyskografia

### Albumy
- Czarno-Czarni (1998)
- Niewidzialni (6 lipca 2000)
- Jasna strona księżyca (2 września 2002)
- Sułtani swingu (29 listopada 2004)
- Nudny świat (9 listopada 2009)
- The Power of the Dance Floor (wraz z Holly Shepherd, 9 lutego 2013)
- Najlepsze piosenki (17 listopada 2014)
- Francuska miłość (20 października 2017)
- Live! (2022)

### Single
| Rok  | Tytuł                                  | Pozycja na liście | Pozycja na liście | Pozycja na liście |
| Rok  | Tytuł                                  | LP3               | SLiP              | WiR               |
| ---- | -------------------------------------- | ----------------- | ----------------- | ----------------- |
| 1998 | Nogi                                   | 2                 | 19                | 1                 |
| 1998 | Dziewczyna dla blondyna                | —                 | 50                | —                 |
| 1998 | Trąbo-Twist                            | 36                | —                 | —                 |
| 1998 | Miłość i rtęć                          | —                 | —                 | —                 |
| 1999 | Jedzą rybę                             | 31                | —                 | —                 |
| 1999 | Śpiąca Jola                            | 35                | 57                | 1                 |
| 2000 | Wydłubany miś                          | —                 | —                 | —                 |
| 2000 | Ostatni mecz                           | —                 | —                 | —                 |
| 2003 | Nie choruj (z serialu Daleko od noszy) | —                 | —                 | —                 |
| 2004 | Czy pamiętasz tę noc w Zakopanem?      | –                 | –                 | –                 |
| 2009 | Znikający pas                          | —                 | —                 | —                 |
| 2010 | Angielski film                         | —                 | —                 | —                 |
| 2011 | Kwiat nienawiści (& Ania Rusowicz)     | —                 | —                 | —                 |